# Cristofano Allori
Cristofano Allori (Firenze, 1577. október 17. – Firenze, 1621. április 1.) olasz manierista festő, a késői firenzei iskola egyik vezéralakja.

## Élete

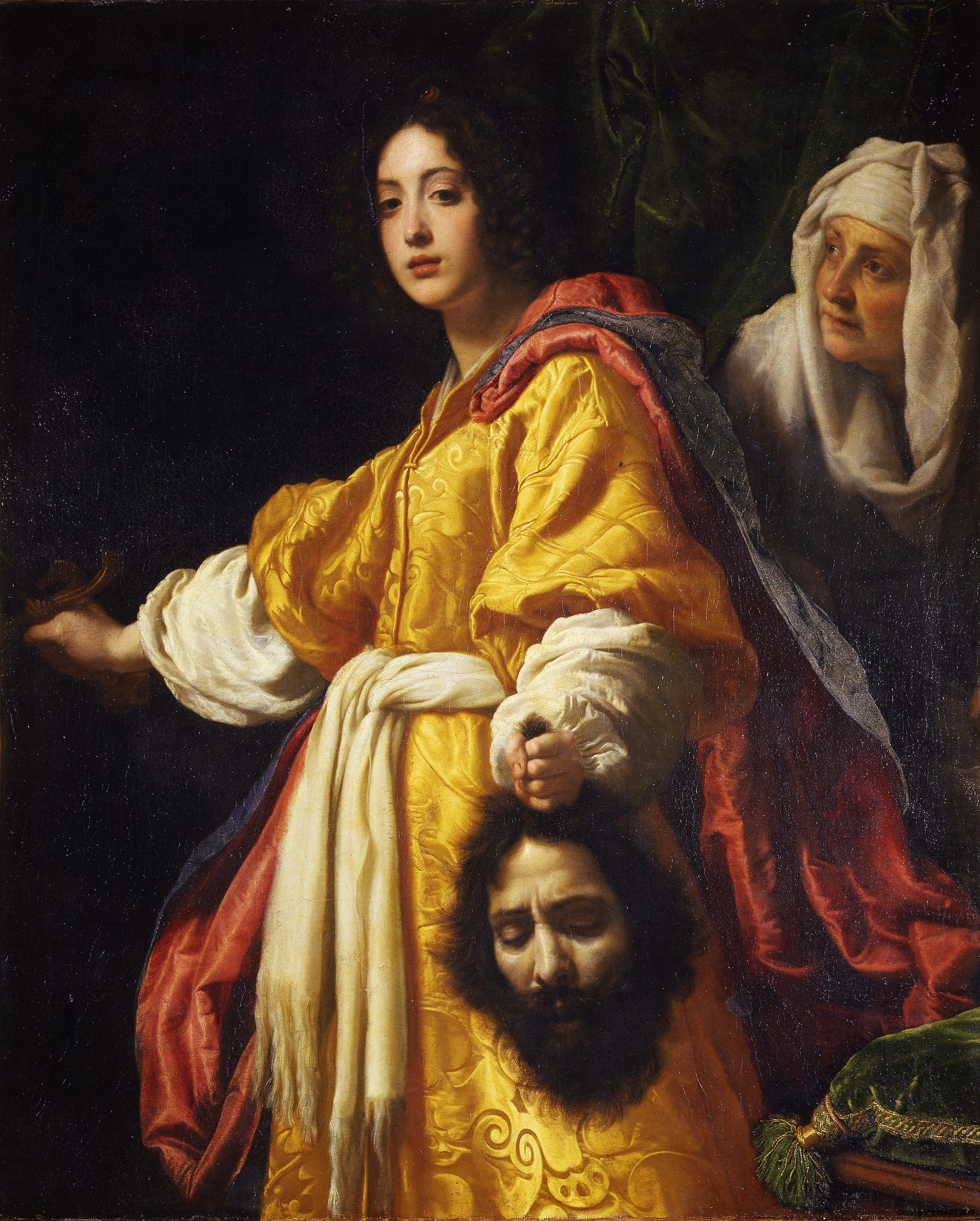
Judith Holofernes fejével

Édesapja, Alessandro Allori is neves festő volt. Fia kezdetben az ő tanítványa volt, ám apja stílusa (hideg színei, nehézkes anatómiai ábrázolása) miatt más tanárt keresett. Meg is találta Gregorio Pagani (1558–1605) személyében, aki a késői firenzei iskola egyik vezéralakja volt.
Allori is a 17. századi  firenzei kolorizmus jelentős képviselője lett. Oltárképeket és arcképeket festett. Fő műve, a Judit Holofernes fejével, a firenzei Pitti-képtárban látható, akárcsak az Ábrahám áldozata című alkotása. Judit modellje saját házvezetőnője, Mazzafirra volt, aki a Mária Magdolna kép modellje is egyben, míg Holofernes fejét – a feltevés szerint – önmagáról mintázta a festő.
Kivételes technikai tudása Correggio egyes képeiről készített másolatairól is lemérhető.
Viszonylag kevés képet festett, mivel kifinomult ízlésű, műveire nagyon kényes művész volt.